# Mudança de regime
Mudança de regime é a substituição de um regime de governo por outro. O uso da expressão parece ter surgido em 1925. 
Pode ser o produto deliberado de força externa, como uma guerra. Rollback é a estratégia militar para impor uma mudança de regime ao derrotar um inimigo e remover seu regime pela força. Uma mudança de regime pode ocorrer através de uma mudança interna causada por revolução, golpe de Estado ou reconstrução após o fracasso de um Estado.

## Uso popular
A transição de um regime político para outro, especialmente através de uma ação política ou militar concertada, foi visto mais recentemente visto na mudança de regime sofrida pela Tunísia (Revolução de Jasmim).
O termo foi popularizado pelos recentes presidentes dos Estados Unidos. Bill Clinton e George W. Bush usaram regularmente o termo em referência ao regime de Saddam Hussein no Iraque, Ronald Reagan anteriormente havia solicitado uma mudança de regime na Líbia, dirigindo a Agência Central de Inteligência (CIA) para trabalhar por esse objetivo. 
O termo também pode ser aplicado a organismos distintos dos estados nações. 

## Mudança de regime interna
Uma mudança de regime pode ser precipitada por uma revolução ou um golpe de Estado. A Revolução Russa, o golpe birmanês de 1962 e o colapso do comunismo na Europa Oriental são exemplos consumados.
Exemplos menos violentos de mudança de regime conduzidas internamente são o estabelecimento da Quinta República Francesa e da Federação da Austrália.